# Tanya Tagaq Gillis
Pour les articles homonymes, voir Gillis.
Tanya Tagaq Gillis (née le 5 mai 1975 à Cambridge Bay, au Nunavut, au Canada) est une chanteuse de gorge inuite canadienne. Parfois simplement créditée sous le diminutif « Tagaq », elle est une artiste multidisciplinaire qui, outre le chant, touche également à la photographie, la peinture et la narration,,.

## Biographie
Après avoir fréquenté l'école de Ikaluktutiak, à 15 ans, elle est allée à l'école secondaire Yellowknife dans les Territoires du Nord-Ouest où elle commence à pratiquer le chant guttural. Elle a ensuite étudié les arts visuels au Collège d'art et design de Nouvelle-Écosse.
Même si elle est devenue une artiste populaire dans les festivals folk au Canada, comme Folk on the Rocks en 2005, elle est mieux connue à l'étranger pour ses collaborations avec Björk, y compris des tournées de concerts et l'album Medúlla en 2004. Elle a également joué avec le Kronos Quartet et fait plusieurs apparitions sur le Réseau de télévision des peuples autochtones.
En 2005, son album intitulé Sinaa (« bord » en inuktitut) a été nommé pour cinq prix au Canadian Aboriginal Music Awards. Lors de la cérémonie, le 25 octobre 2005, l'album a remporté les prix Meilleure réalisation/production et Meilleur design d'album ; Tagaq a remporté le prix Meilleure artiste féminine. L'album a également été nommé aux Prix Juno 2006 dans la catégorie Enregistrement autochtone de l'année.
Selon sa page officielle, sa musique ressemble à celle de Björk dans le sens où elles font toutes deux de la musique qui est à la fois résolument hors du commun et séduisante à un niveau de base. Son style de chant de gorge cherche à repousser les limites de l'émotion et d'exprimer les instincts primitifs qu'elle croit enfouis au plus profond de notre chair. Elle décrit son évolution au cours des six dernières années comme un processus allant toujours plus loin dans ses performances au point où elle a « quitté son corps » et laisser l'expression prendre le relais.
Bien qu'elle soit connue pour son chant de gorge, elle est aussi une artiste accomplie. Son travail a été présenté dans l'annuaire téléphonique de Northwestel de 2003.
En 2008, elle lance son album Auk/Blood, où elle a pu compter sur la participation de Buck 65 et de Mike Patton,.
En 2009, Tanya Tagaq apparaît dans le court-métrage Tungijuq, réalisé par Félix Lajeunesse et Paul Raphaël. Elle participe à l'écriture du scénario comme de la musique.
En 2012, elle participe en France — autour du film Nanouk l'Esquimau — au festival international du film insulaire de Groix consacré aux îles arctiques : Groenland et Nunavut.
En 2014 paraît l'album Animism qui obtient le prix de musique Polaris. Tanya Tagaq décrit l'album comme plus politique que ses précédents. L'album comporte également, en ouverture, la reprise d'un titre des Pixies.
L'album a été nommé aux Prix Juno 2015 dans la catégorie Enregistrement autochtone de l'année.
En 2016, Tanya Tagaq sort l'album Retribution et collabore avec le groupe A Tribe Called Red, notamment sur le titre SILA (album We Are the Halluci Nation). La même année, l'artiste est nommée Membre de l'Ordre du Canada.
En 2017, elle participe au festival international de jazz de Montréal.
En 2018, elle publie Split Tooth, qui reçoit le prix Indigenous Voices en 2019 pour la catégorie Prose publiée en anglais.
En 2022, elle sort l'album Tongues.

## Œuvre

### Discographie
- Sinaa, [cd de musique], Vancouver, Jericho Beach Music, 2005.
- Auk/Blood, [cd de musique], Vancouver, Jericho Beach Music, 2008.
- Anuraaqtuq, [cd de musique], Victoriaville, Disques Victo, 2011.
- Animism, [cd de musique], Toronto, Six Shooter Records, 2014.
- Retribution, [cd de musique], Toronto, Six Shooter Records, 2016.
- Toothsayer, [cd de musique], Toronto, Six Shooter Records, 2019.
- Tongues, [cd de musique], Toronto, Six Shooter Records, 2022.

### Filmographie
- Caroline Monnet, Bootlegger, [long-métrage], États-Unis, MK2 Mile End Films, 2021, 81 min.

## Prix et honneurs
- 2006 : Nomination au Prix Juno, Enregistrement autochtone de l'année, pour Sinaa[15]
- 2009 : Nomination au Prix Juno, Enregistrement autochtone de l'année et Album instrumental de l'année, pour Auk/Blood[15].
- 2014 : Prix de musique Polaris, pour Animism[16]
- 2015 : Prix Juno, Enregistrement autochtone de l'année, pour Animism[17]
- 2015 : Nomination au Prix Juno, Enregistrement alternatif de l'année, pour Animism[15]
- 2017 : Nomination pour le Prix de musique Polaris, pour Retribution[15]
- 2017 : Nomination pour le Prix Juno, Album de musique alternative de l'année, pour Retribution[15]
- 2017 : Prix Juno, Album classique de l'année, pour Retribution[15]